# Bodhidharma
Bodhidharma (470-534) a fost un călugăr budist semi-legendar care a trăit în China secolelor V-VI d.Hr. În scrierea Zǔtángjí din secolul al X-lea, este considerat cel de-al douăzeci și optulea patriarh al Budismului indian și primul patriarh al Budismului Zen pe care îl fondează în anul 526. Acesta a adus artele marțiale în China, unde au fost practicate și dezvoltate de călugării budiști. Acestea aveau să ajungă la maturitate în China și mai târziu să se dezvolte în Japonia. De asemenea el este cel ce a adus ceaiul în China.